# Thecla sparsa
Thecla sparsa är en fjärilsart som beskrevs av Hayward 1950. Thecla sparsa ingår i släktet Thecla och familjen juvelvingar. Inga underarter finns listade i Catalogue of Life.